# Aire linguistique
Pour les articles homonymes, voir Aire.
Ne doit pas être confondu avec Zone linguistique.

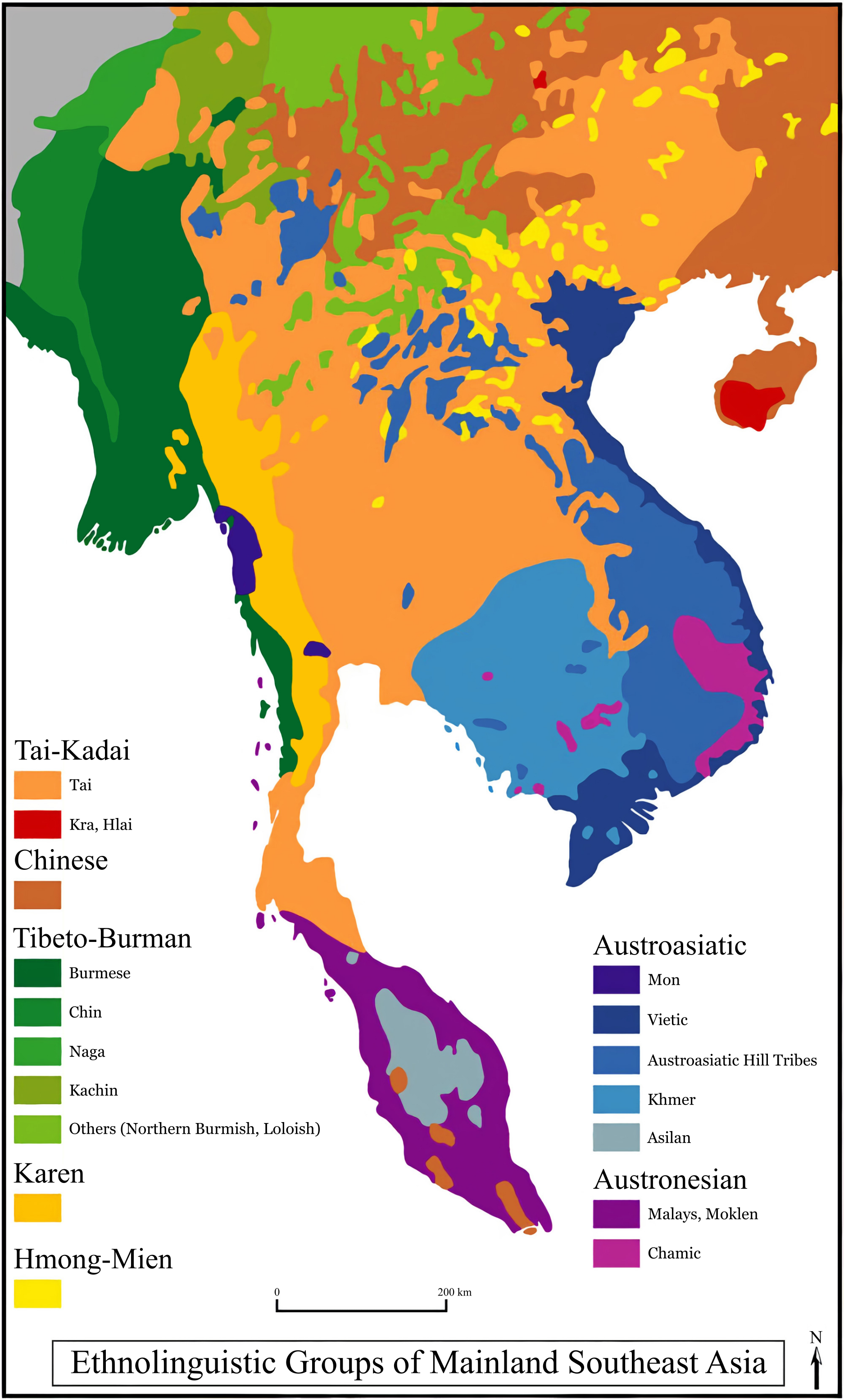
Carte des groupes ethnolinguistiques de l'Asie du Sud-Est continentale.

En linguistique, les syntagmes aire linguistique, union linguistique, aire de diffusion linguistique, aire de convergence linguistique, ligue linguistique, ou le terme allemand Sprachbund (pluriel Sprachbünde) utilisé aussi dans certaines langues autres que l'allemand, désignent un groupe de langues non apparentées ou parents éloignés, mais géographiquement voisines, qui ont certains traits convergents, premièrement structurels. Pour qu'il s'agisse d'une aire linguistique, ces traits ne doivent être ni des universaux linguistiques ni dus à la parenté ni dus au hasard, mais des emprunts de l'une à l'autre résultant d'un contact de langues et de cultures, intense et de longue durée,,,,.
Selon le principe génétique, sur lequel est fondée l'hypothèse de l'indo-européen commun, les similitudes entre différentes langues remontent à des relations généalogiques. De façon opposée, le modèle de l'aire linguistique souligne l'importance du facteur géographique (aréal), du voisinage des langues, pour expliquer la convergence des langues et leurs similitudes structurelles.
L'idée de l'aire linguistique est d'abord apparue dans des ouvrages du linguiste polonais Jan Baudouin de Courtenay (1845-1929), étant développée par le linguiste russe Nikolaï Sergueïevitch Troubetskoï (1890-1938) de qui provient aussi la dénomination, d'abord russe языковoй союз (yazykovoï soyouz) « union linguistique », ainsi que sa traduction allemande, Sprachbund,. Le cercle linguistique de Prague a contribué à la notoriété de la notion d'aire linguistique.

## Historique du concept
Le concept de Troubetskoï du Sprachbund n'était en aucun cas le résultat d'un examen impartial des faits linguistiques. Il est dû au moins en partie à la biographie et aux vues idéologiques de Troubetskoï. Troubetskoï fut plus tard un membre éminent du mouvement eurasien des émigrés russes en Europe occidentale et centrale. La réaction de Troubetskoï contre l'universalisme « romano-germanique » se reflète dans un certain nombre de ses vues linguistiques. Il a d'abord introduit le terme Sprachbund non pas dans un article linguistique mais dans un article théologique en langue russe, intitulé « La tour de Babel et la confusion des langues », publié en 1923 dans la revue Evrazijskij vremennik ("Le contemporain eurasien").
Quand Troubetskoï, à la suite de son exposé théologique, introduit le concept de Sprachbund comme une classification non génétique de langues voisines ayant des caractéristiques communes, il semble ne pas se préoccuper de l'existence d'aires linguistiques aux côtés de familles linguistiques, mais plutôt de l'idée que les langues du monde formeraient une sorte de « réseau ininterrompu de membres se fondant les uns dans les autres », un « arc-en-ciel linguistique » aux transitions graduelles.
Cette idée mystique d'un réseau harmonieux de langues est également à la base des Réflexions sur le problème indo-européen (1939), mais aussi de nombreuses autres publications dans lesquelles il souligne les similitudes entre des langues géographiquement voisines. Indépendamment des arguments que Troubetskoï retient en sa faveur, Jeroen Van Pottelberge fait remarquer que l'« on ne peut s'empêcher de remarquer que le réseau linguistique desserre en même temps le lien indo-européen entre le russe et les langues de l'Occident romano-germanique ». Pour Troubetskoï, l'idée de transitions progressives au sein d'un réseau de langues est aussi un argument contre l'universalisme occidental, qui, selon lui, tendait à voir la Russie comme une sorte de province occidentale qui suivrait le développement occidental avec un certain retard.
Dans le contexte de l'eurasisme en tant que mouvement politique, Roman Jakobson, émigré russe également, a poursuivi la thèse d'une fédération phonologique de la langue eurasienne dans plusieurs ouvrages. La fédération linguistique eurasienne comprend toutes les langues slaves orientales, le polonais (à l'exception des dialectes du nord de la Pologne), le moldave, les dialectes romani de Russie et de Pologne, les langues mordves, les langues permiennes, le samoyède, les dialectes finnois de la Carélie du Sud et de la Finlande orientale, les dialectes orientaux de l'estonien, de nombreuses langues turques... Il est frappant de constater que bon nombre des régions où ces langues (ou dialectes) étaient parlées coïncident plus ou moins avec des régions frontalières contestées que la Russie a dû céder après la Première Guerre mondiale et, bien que Jakobson n'entende pas son concept de Sprachbund comme un argument linguistique pour un révisionnisme ou un expansionnisme russe, son groupe linguistique phonologique garde toujours « une certaine touche nationaliste ».
Ainsi, selon Jeroen Van Pottelberge, les premières applications du concept de Sprachbund, ou plus généralement de l'idée que les similitudes entre langues voisines, non apparentées, sont des phénomènes linguistiques pertinents pour la recherche, sont « assez ambiguës ». Ni Troubetskoï ni Jakobson n'abordent la question de savoir pourquoi et dans quelle mesure des similitudes non héritées pourraient soutenir l'hypothèse d'une entité nouvelle et essentielle, par exemple un Sprachbund. 
La conséquence la plus importante pour la linguistique est que contrairement à la théorie la plus répandue dans ce domaine, les intellectuels eurasistes saisissaient des langues évoluant conjointement dans des cadres géographiques déterminés, s'apparentant par convergence d'affinités, même si leurs origines sont différentes, d'où cette notion de Sprachbund, marque « d'une mentalité commune unifiée par une finalité commune » Néanmoins, la plupart des linguistes réserva un accueil très dubitatif à cette notion.

## Difficulté à établir la qualité d'aire linguistique
L'une des difficultés est de distinguer les traits communs qui sont des universaux linguistiques, ceux qui sont dus à la parenté et ceux qui sont fortuits, d'une part, et ceux qui résultent du contact des langues, d'autre part, les seuls qui comptent pour définir une aire linguistique. À une époque où les linguistes n'étaient pas encore conscients du fait qu'on emprunte non seulement des mots mais aussi des traits grammaticaux et autres, on a considéré comme apparentées des langues qui ne le sont pas. Ainsi, on croyait que les langues thaï et chinois sont apparentées, à cause de traits communs comme le système tonal, le manque de la flexion, des mots et des morphèmes monosyllabiques, etc. Plus tard on est arrivé à la conclusion que les deux langues font partie de familles différentes, le thaï – des langues taï-kadaï, et le chinois – des langues sino-tibétaines, le thaï ayant emprunté ces traits au chinois, les deux langues appartenant de ce fait à une aire linguistique d'Asie du Sud-Est, à côté d'autres langues.
Les opinions divergent concernant le nombre de traits communs nécessaires pour établir une aire linguistique. Certains linguistes en acceptent moins que d'autres. Certes, plus il y en a, moins la délimitation d'un groupe de langues en tant qu'aire linguistique est contestable.
L'établissement des limites des aires linguistiques n'est pas facile non plus. Les aires linguistiques sont, dans une certaine mesure, similaires aux dialectes. L'extension territoriale de chacun des traits des langues d'une aire est en général inégale, comme dans le cas des dialectes. Ces traits ne forment pas toujours un faisceau en se recouvrant, d'où la difficulté d'établir les limites d'une aire linguistique. Dans les rares situations où les traits coïncident à des limites claires, la définition d'une aire linguistique qui correspond à ces limites est relativement sûre.
Le nombre minimal de langues pour former une aire linguistique est également controversé. Pour certains linguistes il faudrait qu'il y en ait aux moins trois, alors que d'autres se contentent de deux.
Il y a aussi des controverses concernant l'extension des aires linguistiques. Il y a, par exemple, des auteurs qui considèrent toutes les langues d'Europe comme formant une aire linguistique avec des sous-aires, mais d'autres admettent seulement l'existence d'aires distinctes en Europe, celle-ci, dans son ensemble, étant tout au plus une zone où de telles aires voisines se superposent en partie. Eifring et Theil 2005 distingue des micro-aires, des macro-aires et des aires linguistiques qui se situent entre les deux premiers types. Un exemple de macro-aire serait toute l'Afrique subsaharienne, une plus petite serait l'Afrique centrale, les aires de leurs dimensions étant divisées en micro-aires.

## Facteurs de la formation des aires linguistiques
Le premier de ces facteurs est géographique, le voisinage des langues.
Un facteur linguistique de la constitution d'une telle aire est l'existence éventuelle d'un substrat commun dont les langues en cause ont pris les mêmes faits de langue. C'est, par exemple, le cas de l'union linguistique balkanique, qui aurait, selon certains linguistes, un substrat thraco-illyrien,.
D'autres facteurs sont extra-linguistiques, consistant en certaines conditions historiques, sociales, économiques, politiques et civilisationnelles. Dans les Balkans il s'agit, entre autres, de la transhumance pratiquée par les populations de pasteurs qui y vivaient et de la domination de l'Empire ottoman. En Asie du Sud-Est, l'un des facteurs est le rayonnement de la civilisation chinoise dans des pays voisins.
De telles conditions ont pour effet la communication entre locuteurs des langues en cause, ce qui mène au contact des langues, au bilinguisme et au multilinguisme. C'est ainsi qu'il se produit des interférences entre les langues, des faits de langue nommés éléments d'adstrat se diffusent de l'une à l'autre et ceux-ci deviennent des emprunts intégrés par les langues, qui deviennent des traits communs si les mêmes sont partagés par plusieurs.

## Traits linguistiques communs
Les traits communs aux langues d'une aire linguistique appartiennent à tous les domaines de la langue : la syntaxe, la morphologie, le phonétisme, la prosodie, le lexique, la phraséologie, mais ceux-ci ne sont pas également représentés du point de vue quantitatif. Dans l'union balkanique, par exemple, les plus nombreux sont les traits syntaxiques. Il y a une vingtaine de constructions syntaxiques élémentaires communes. Le plus faiblement représenté dans cette aire est le domaine phonétique. Dans d'autres aires, la proportion des domaines représentés peut être différente. Par exemple dans l'aire d'Asie du Sud, les éléments phonétiques sont parmi les plus nombreux.
Par ailleurs, les domaines auxquels appartiennent les traits communs n'ont pas la même importance pour établir le fait qu'un groupe de langues forme ou non une aire linguistique. Ce sont les traits grammaticaux qui sont déterminants, parce que leur diffusion est un processus complexe, qui nécessite au moins un noyau constitué d'une communauté bilingue ou multilingue. Bien que le lexique commun soit la manifestation la plus évidente des influences linguistiques, leur importance est moindre, car les mots peuvent voyager entre langues même sans l'aide du bi- et du multilinguisme. Les langues en question ont, en général, un fonds lexical culturel commun, mais ne partagent pas leur lexique de base. Ainsi, à l'époque de l'Empire ottoman, les langues des Balkans avaient des mots communs empruntés au turc, la langue de l'administration publique et de la vie citadine en général.

## Exemples d'aires linguistiques

### Union linguistique balkanique
C'est l'aire linguistique étudiée depuis le plus longtemps et la mieux connue. En font partie le roumain, l'aroumain, le mégléno-roumain, le grec, l'albanais, le BCMS, le bulgare et le macédonien, auxquels certains linguistes ajoutent le turc et les dialectes romani et judéo-espagnols des Balkans. Ces langues ont une série de traits communs, bien que toutes n'en partagent pas la plupart. Les principaux de ces traits sont :
- la voyelle moyenne centrale /ə/ non seulement atone, mais aussi accentuée ;
- les cas génitif et datif ayant la même forme ;
- la postposition de l'article défini ;
- le temps futur analytique ;
- le temps parfait analytique (correspondant au passé composé en français) ;
- la réduction significative de l'emploi de l'infinitif ;
- le redoublement des compléments d'objet direct et indirect par un pronom personnel clitique.

Dans le cas des langues balkaniques, l'hypothèse selon laquelle des traits acquis secondaires ont effacé des relations génétiques plus anciennes est beaucoup plus ancienne que la notion d'aire linguistique qu'il est censé illustrer.

### Autres aires linguistiques
L'aire de la mer Baltique comprend un nombre plus ou moins grand de langues, selon les auteurs. Le groupe le plus réduit est formé de langues fenniques (notamment l'estonien et le live), indo-européennes baltiques (letton et lituanien) et l'allemand de la Baltique. Le plus grand comprend des langues fenniques (les dix langues sames, le finnois, l'estonien, le live, le carélien, le vote, le vepse) ; des langues indo-européennes, parmi lesquelles les langues baltiques (le vieux-prussien, le letton et le lituanien), des langues germaniques (haut allemand, bas allemand, allemand de la Baltique, allemand occidental, yiddish occidental, danois, suédois, norvégien), des langues slaves (russe, biélorusse, ukrainien, cachoube) ; une langue indo-aryenne (les dialectes romani de la zone) et une langue turque (le karaïm parlé en Lituanie, en Pologne et en Ukraine).
En Asie du Sud (le sous-continent indien) on regroupe des langues indo-aryennes, dravidiennes, munda et tibéto-birmanes : il s'agit de l'Indosphère.
En Mésoamérique, l'union linguistique mésoaméricaine regroupe dix entités, familles de langues et langues isolées amérindiennes.
Sur la côte nord-ouest de l'Amérique du Nord il y a une aire linguistique comprenant treize langues amérindiennes.
L'aire linguistique appelée éthiopienne est constituée de langues couchitiques, éthiosémitiques, omotiques, nilo-sahariennes et autres.
Dans la région de la Volga et de son affluent, la Kama, il y a une aire linguistique réunissant deux langues finno-ougriennes (le mari et l'oudmourte) et trois langues turques (le bachkir, le tatare et le tchouvache).

## Autres phénomènes aréaux
Il y a des linguistes qui ne s'occupent pas de groupes de langues du type aire linguistique, mais constatent toutefois certains phénomènes de convergence entre langues voisines non apparentées. Un tel phénomène est la disparition simultanée du passé simple en français et dans le sud de l'Allemagne.
D'autres exemples de ce genre sont, concernant le hongrois et le slovaque, l'accent tonique sur la première syllabe des mots et le degré important de coïncidence de leurs systèmes phonologiques.

#### Sources directes
- (ro) Bidu-Vrănceanu, Angela et al., Dicționar general de științe. Științe ale limbii [« Dictionnaire général des sciences. Sciences de la langue »], Bucarest, Editura științifică, 1997 (ISBN 973-44-0229-3, lire en ligne)
- (en) Bussmann, Hadumod (dir.), Dictionary of Language and Linguistics [« Dictionnaire de la langue et de la linguistique »], Londres – New York, Routledge, 1998 (ISBN 0-203-98005-0, lire en ligne [PDF])
- (en) Campbell, Lyle, « Areal Linguistics » [« Linguistique aréale »], dans Brown, Keith et Ogilvie, Sarah (dir.), Concise Encyclopedia of Languages of the World [« Petite encyclopédie des langues du monde »], Oxford, Elsevier, 2009 (ISBN 978-0-08-087774-7), p. 62-68
- Dubois, Jean et al., Dictionnaire de linguistique, Paris, Larousse-Bordas/VUEF, 2002 (lire en ligne)
- (en) Eifring, Halvor et Theil, Rolf, Linguistics for Students of Asian and African Languages [« Linguistique pour les étudiants en langues asiatiques et africaines »], Oslo, Université d'Oslo, 2005 (lire en ligne)
- (en) Friedman, Victor A., « Balkans as a Linguistic Area » [« Les Balkans en tant qu'aire linguistique »], dans Brown, Keith et Ogilvie, Sarah (dir.), Concise Encyclopedia of Languages of the World [« Petite encyclopédie des langues du monde »], Oxford, Elsevier, 2009 (ISBN 978-0-08-087774-7), p. 119-134
- (hu) Kálmán, László et Trón, Viktor, Bevezetés a nyelvtudományba [« Introduction à la linguistique »], Budapest, Tinta, 2007, 2e éd. (ISBN 978-963-7094-65-1, lire en ligne [PDF])
- (ru) Iartseva, V. N. (dir.), Лингвистический энциклопедический словарь [« Dictionnaire encyclopédique de linguistique »], Moscou, Sovietskaïa Entsiklopedia,‎ 1990 (lire en ligne)
- (en) Stolz, Thomas, « Europe as a linguistic area » [« L'Europe en tant qu'aire linguistique »], dans Brown, Keith et Ogilvie, Sarah (dir.), Concise Encyclopedia of Languages of the World [« Petite encyclopédie des langues du monde »], Oxford, Elsevier, 2009 (ISBN 978-0-08-087774-7), p. 388-405

#### Sources indirectes
- (en) Décsy, Gyula, The Linguistic Identity of Europe [« L'identité linguistique de l'Europe »] (2 vol.), Bloomington, Eurolingua, 2000
- (de) Haarmann, Harald, Grundzüge der Sprachtypologie. Methodik, Empirie und Systematik der Sprachen Europas [« Les bases de la typologie linguistique, aspects empiriques et aspects systématiques des langues d'Europe »], Stuttgart, Kohlhammer, 1976 (ISBN 9783170024861)
- (ru) Troubetskoï, Nikolaï, « Вавилонская башня и смешение языков » [« La Tour de Babel et le mélange des langues »], Евразийский временник, vol. 3,‎ 1923, p. 107-124 (lire en ligne, consulté le 5 janvier 2021)
- (de) Troubetskoï, Nikolaï, « Proposition 16. Über den Sprachbund » [« Proposition 16. Sur l'union linguistique »], dans Actes du premier congrès international des linguistes à la Haye, du 10-15 avril 1928, Leyde, A.W. Sijthoff, 1930, p. 17-18